# Bobby Berk
Bobby James Berk (Houston, Texas, 25 de agosto de 1981) é um design de interiores, autor e apresentador de televisão norte-americano. É conhecido por sua participação como especialista em design na série Queer Eye, da Netflix.

## Biografia
Bobby Berk nasceu em Houston, Texas. Por ter uma mãe jovem, ele foi criado por sua tia materna e seu marido, Connie e Jerry Berk. Hoje, ele mantém uma boa relação com os três. Ele cresceu em Mount Vernon, Missouri, no meio da fazenda Amish. Berk diz que ser gay no Cinturão Bíblico e frequentar uma igreja da Assembleia de Deus durante sua infância foi difícil, e que ele enfrentou homofobia interna e externa enquanto crescia.
Aos 15 anos, Berk saiu de casa. Mudou-se para Springfield, Missouri, onde conseguiu um emprego na Applebee's, em Branson. Ele dormia em seu carro e na casa de amigos. Ainda no segundo ano do Ensino Médio, Berk dirigia para sua casa para estudar, e se matriculou brevemente na Kickapoo High School para cursar o terceiro ano. Ele acabou trabalhando como operador de telemarketing para a MCI Communications, quando  conheceu seu pai biológico. Pouco antes de completar dezoito anos, mudou-se para Denver, Colorado, onde conseguiu um emprego na Bombay Company.

## Carreira
Em 2003, Berk mudou-se para a cidade de Nova York com apenas $100. Ele encontrou emprego na Restoration Hardware e Bed, Bath and Beyond antes de se mudar para a Portico, uma empresa de móveis domésticos de alto padrão. Sem diploma do ensino médio ou treinamento formal, ele chegou a diretor criativo.

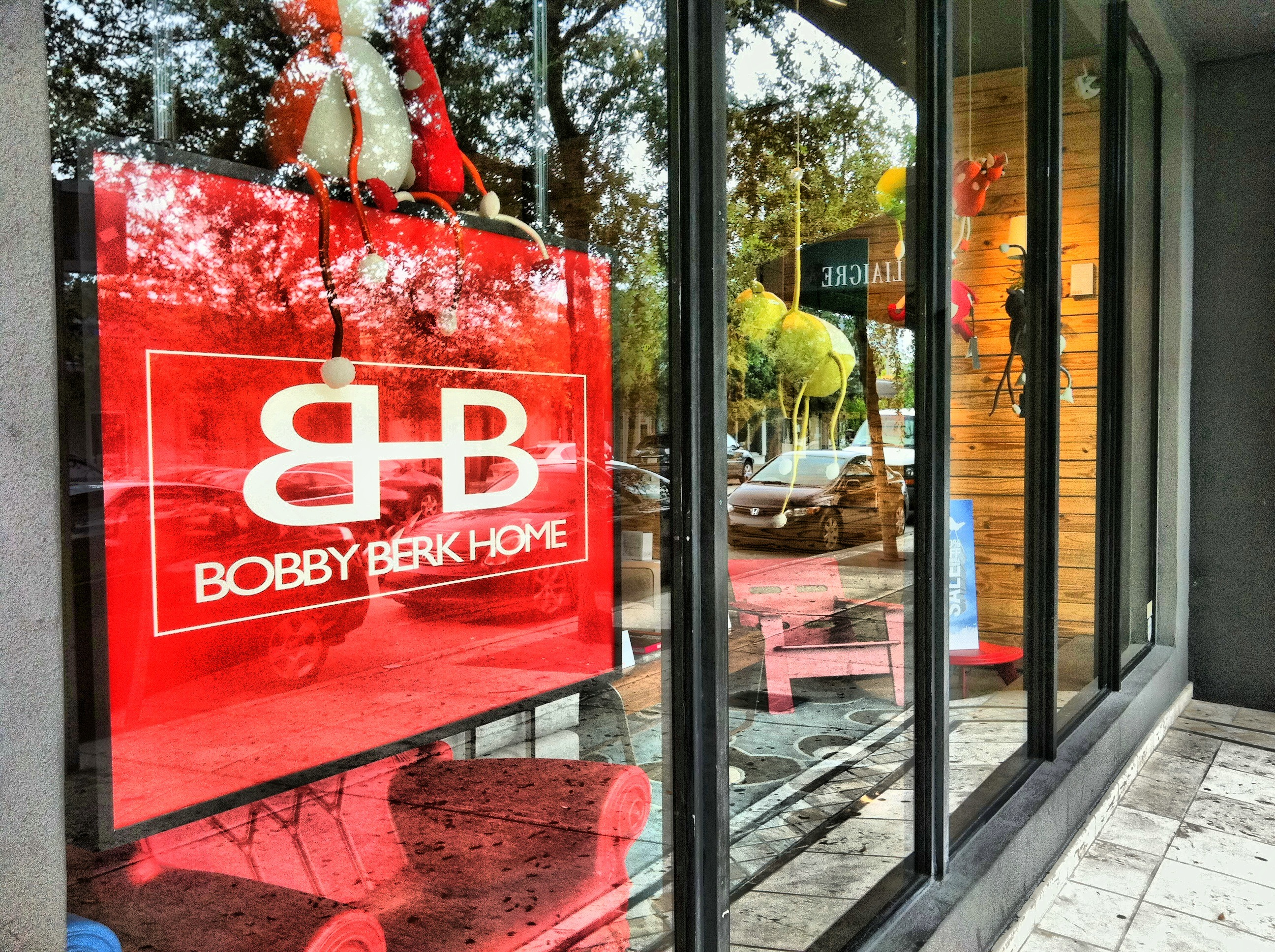
Bobby Berk Home (2011)

Em 2006, depois que Portico fechou, Berk abriu a sua própria loja online, Bobby Berk Home. No ano seguinte, inaugurou a sua loja em SoHo, Manhattan. Em 2010, o mesmo aconteceu em Midtown Miami, Flórida, e em Midtown Atlanta, Geórgia. Mais tarde, ele lançou a Bobby Berk Interiors + Design, especializada em serviços de design de interiores, cuja sede fica no centro de Los Angeles. Ele apareceu em redes de televisão como HGTV, NBC, CBS e Bravo.
Ele é o especialista em design da série da Netflix Queer Eye desde 2018. Em 2021, Berk competiu na sexta temporada de The Masked Singer como a concorrente curinga "Caterpillar". Ele foi eliminado ao lado de Willie Robertson como "Mallard" no episódio da semifinal do Grupo B. Atualmente, ele tem sua própria linha de papel de parede, móveis e arte e também administra um negócio de design de interiores de serviço completo.

## Vida pessoal
Em julho de 2018, Berk e seu marido, Dewey Do, cirurgião bucomaxilofacial, mudaram-se para Los Angeles, Califórnia, depois de morarem em Nova York por 15 anos.
Berk endossou Elizabeth Warren nas primárias presidenciais do Partido Democrata em 2020.
Em 23 de junho de 2020, Berk e o colega de Queer Eye, Jonathan Van Ness, elogiaran as recentes decisões da Suprema Corte dos EUA que determinaram que a discriminação no emprego LGBT era uma violação da Lei dos Direitos Civis de 1964. No entanto, ambos ainda esperam que o Congresso dos Estados Unidos aprove a Lei da Igualdade proposta (em inglês: Equality Act), que Berk alegou que alteraria a Lei dos Direitos Civis para que "realmente estendesse os direitos à saúde e à moradia". 

## Filmografia
| Ano           | Título          | Papel                      | Notas                                                |
| ------------- | --------------- | -------------------------- | ---------------------------------------------------- |
| 2018–presente | Queer Eye       | Ele próprio                | Elenco principal, 58 episódios                       |
| 2018          | Nailed It!      | Ele próprio                | Episódio: "Bônus: 3, 2, 1... Ainda não está pronto!" |
| 2019          | Lip Sync Battle | Ele próprio                | 5.ª temporada, Episódio 1                            |
| 2019          | Big Mouth       | Ele próprio                | 3.ª temporada                                        |
| 2019          | Alexa & Katie   | Annoyed Mini Golf Customer | Parte 3, Episódio 8                                  |
| 2020          | Miss Americana  | Ele próprio                |                                                      |
| 2021          | Masked Singer   | Caterpillar                | 6.ª temporada                                        |
| 2021          | Blown Away      | Ele próprio                | Convidado especial, apresentador                     |

### Clipes musicais
| Ano  | Música                              | Artista                              |
| ---- | ----------------------------------- | ------------------------------------ |
| 2018 | "This Is Me (The Reimagined Remix)" | Keala Settle, Kesha, & Missy Elliott |
| 2019 | "You Need To Calm Down"             | Taylor Swift                         |